# Chloroclystis cotinaea
Chloroclystis cotinaea är en fjärilsart som beskrevs av Edward Meyrick 1928. Chloroclystis cotinaea ingår i släktet Chloroclystis och familjen mätare. Inga underarter finns listade i Catalogue of Life.